# محمد حمید انصاری
محمد حمید انصاری (هندی: मोहम्मद हामिद अंसारी) (زادهٔ ۱ آوریل ۱۹۳۷) یک سیاست‌مدار اهل هند است. وی از ۲۰۰۷ تا ۲۰۱۷ معاون رئیس‌جمهور هند بود.

## زندگی حرفه‌ای
محمد حمید انصاری نوه مختار احمد انصاری رئیس کنگره ملی در دوره استقلال هند است. وی در سال ۱۹۶۱ فعالیت خود را در وزرات امور خارجه هند آغاز کرد. انصاری پیش‌تر به عنوان نماینده هند در سازمان ملل، سفیر هندوستان در ایران (۱۹۹۰–۱۹۹۲)، افغانستان (۱۹۸۹–۱۹۹۰)، عربستان (۱۹۹۵–۱۹۹۹) و استرالیا (۱۹۸۵–۱۹۸۹) مشغول به کار بود. وی استاد دانشگاه اسلامی علیگر است و با زبان فارسی نیز آشنا است.

## آثار و کارهایش
- سفر در مسیر درگیری‌ها
- ایران امروز- ۲۵ سال پس از انقلاب